# Aston Oxborough
Aston Jay Oxborough (9 maggio 1998) è un calciatore inglese, portiere del Motherwell.

## Carriera
Dopo aver giocato nelle giovanili del Norwich City nella stagione 2019-2020 (interrotta anzitempo per via della pandemia di Covid-19) gioca in prestito da titolare nella sesta divisione inglese al Wealdstone, dove con 22 presenze contribuisce alla vittoria del campionato. Trascorre poi l'intera stagione 2020-2021 nella prima squadra delle Canaries (che vince la seconda divisione inglese), senza tuttavia mai giocare per via di un duplice grave infortunio (prima si rompe un pollice e successivamente si lesiona il tendine d'Achille).
Nella stagione 2021-2022 gioca in prestito ai londinesi del Barnet, con i quali disputa 22 partite nella quinta divisione inglese. Nell'estate del 2022, scaduto il contratto che lo legava al Norwich City, si è accasato nella prima divisione scozzese al Motherwell; nelle stagioni 2022-2023 e 2023-2024 è stato il portiere di riserva degli Steelmen, giocando solamente 2 partite in Coppa di Lega, mentre nella stagione 2024-2025 ha giocato 25 partite nella prima divisione scozzese.

## Palmarès

### Club

#### Competizioni nazionali
- National League South: 1

Wealdstone: 2019-2020